# Донець (канонерський човен)
«Донець» — канонерський човен російського та українського флотів. Протягом 1917-1918 рр. входив до складу ВМС УНР та ВМС Української Держави.

## Будівництво

Бокова проєкція канонерського човна «Кубанець», однотипного із «Донцем» (на 1912 рік)

Будувався за кресленнями канонерського човна «Манчжур». Зарахований в списки кораблів Чорноморського флоту 30 січня 1886 року, закладений 21 травня 1886 року в Миколаєві, спущений на воду 30 листопада 1887 року,  в строю з 1889 року. Загалом було побудовано п'ять таких канонерських човнів, з яких до 1914 в строю залишилося три.

## Служба
У 1889—1900 роках періодично служила в Середземному морі. В 1890-1891 роках брала участь у наукових глибиномірних експедиціях на Чорному морі під начальством видатного геолога Миколи Андрусова. В 1900 р. канонерка пройшла ремонт і модернізацію, а з 1901 р. використовувалась як навчальний корабель. В 1912 р. пройшла ремонт та переозброєння. 

Схема нападу турецьких міноносців на Одеську гавань і загибель канонерського човна «Донець» 29 жовтня 1914 р.

Човен брав участь у бойових діях під час Першої світової війни. 29 жовтня 1914 р. «Донець», що стояв в одеському порту, був затоплений торпедою турецького есмінця в ході раптового нападу турецького флоту. Загинуло 33 члени екіпажу. Обставини загибелі човна багато в чому збігалися із загибеллю російського крейсера «Жемчуг», що був затоплений німецьким крейсером «Емден» у Пенангу за день до цієї атаки.
У грудні 1914 р. канонерку підняли і після ремонту знову ввели в склад флоту. До 1916 року «Донець» входив до загону оборони північно-західного узбережжя Чорного моря. На початку 1916 року брав участь у Трапезундській десантній операції, а в серпні 1916 р. «Донець» був зарахований в склад Дунайської флотилії де знову використовувався у бойових діях.

## Революція і громадянська війна
Лютнева революція 1917 року значно актуалізувала національно-визвольний рух українців на Чорноморському флоті. Провідником українського руху стала рада Української чорноморської громади. У квітні 1917 року майже на всіх кораблях Чорноморського флоту вже існували українські корабельні ради, так само як у сухопутних частинах Севастопольської морської фортеці й повітрофлоті. Протягом 1917 року моряки-чорноморці активно виступали на підтримку УНР та звертались до Центральної Ради з вимогою рішучих дій по українізації Чорноморського флоту та створенню Українських військово-морських сил.
12 жовтня 1917 року на відзначення українізації трьох кораблів Балтійського флоту: крейсера «Светлана» та ескадрених міноносців «Україна» та «Гайдамак» на всіх кораблях та установах Чорноморського Флоту, в тому числі й канонерському човні, на один день було піднято національні українські прапори та стеньгові сигнали «Хай живе вільна Україна». 15 листопада 1917 року всі кораблі чорноморського флоту цілу добу тримали українські прапори, а також сигнал «Слава Українській Народній Республіці».
14 січня 1918 року Центральна Рада прийняла «Тимчасовий Закон про український державний флот», відповідно до якого: «Російський Чорноморський флот… проголошується флотом Української Народної Республіки…» та «Українська Народна Республіка переймає на себе всі зобов’язання російського уряду щодо Чорноморського флоту й щодо утримання флоту й портів».18 січня 1918 року «Донець» був захоплений більшовиками. Проте вже скоро Брестський мир змусив їх забратися з України.

## В українському флоті і подальша доля

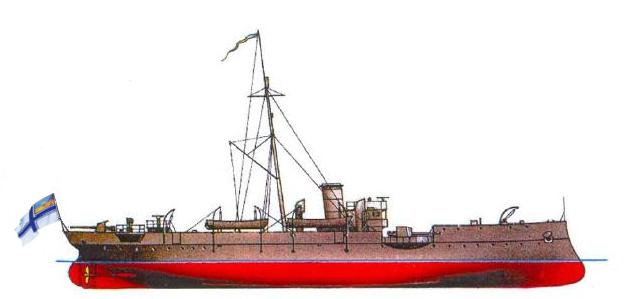
Канонірський човен «Донець» в українському флоті.

В ході січневих боїв за Одесу, більшовики захопили корабельне майно Дунайської флотилії що тут знаходилося, а саме 3 канонірські човни, дивізіон бронекатерів, транспортну флотилію та тральщики (деякі з перерахованих кораблів зазначеної флотилії до захоплення вже стояли під українським и прапорами). Боротьба з більшовиками тим часом тривала. Заключивши в лютому мир із Центральними державами та заручившись їх військовою підтримкою, УНР почала наступ проти більшовиків. Територія України поступово звільнялася, згодом з’явилася можливість відновити діяльність флоту. На початку березня союзними військами було звільнено Одесу та Миколаїв. 
Тікаючи з Одеси, більшовики вивели в Севастополь захоплені ними в січневих боях крейсер «Пам'ять Меркурія» та есмінець «Завидний», також вони забрали із собою канонірський човен Дунайської флотилії «Терець» та деякі з транспортних суден. Ті кораблі що вони вивести не змогли (канонірські човни «Кубанець» та «Донець») із більшістю бронекатерів, транспортів та тральщиків було просто кинуто напризволяще. Кораблі, що таким чином залишилися в Одесі і стали першими воєнними кораблями заново відродженого українського флоту. 
Після чого, 27 березня 1918 р. виходять накази про створення Дунайської та Транспортної флотилії. Дунайську флотилію очолив капітан другого рангу Хомотиян, Транспортну – капітан першого рангу Степанів. Головним комендантом портів Чорного та Азовського морів було призначено віце-адмірала А. Покровського (потім зі штабом виїхав з Києва в Одесу). Однак з огляду на складність загальної ситуації, великого безладу, що залишився після більшовиків, відтворений флот виявився бездіяльним, а тому не брав ніякої участі у подальших боях із більшовиками.
За часів гетьмана Павла Скоропадського належав до Українського військово-морського флоту. Від 6 липня 1918 р. «Донець» разом з однотипним «Кубанцем» був зарахований в Одеську Бригаду тралення Українського Державного Флоту під командуванням капітана першого рангу Олександра Гадда. На початку жовтня 1918 року головний начальник портів чорноморського узбережжя адмірал Покровський повідомив уряд держави, що на двох канонірських човнах (маються на увазі саме «Донець» та «Кубанець») і на кількох винищувачах мін у Чорному морі вже підняті воєнні українські прапори  нового зразку, затвердженого гетьманом.
В грудні 1918 р. «Донець» був захоплений військами Антанти, і разом зі своїм сістершипом канонерським човном «Запорожець» був виведений у Тендровську затоку. Але в травні 1919 р., під час бурхливого шторму, «Донець» був зірваний з якоря, після чого човен вдарившись об підірваний корпус старого панцерника «Чєсма» затонув. 28 листопада 1921 року корабель було піднято радянськими спеціалістами, але в склад діючого флоту «Донець» не вводився. В 1928 році він був розібраний на метал.